# Église Saint-Gervais-et-Saint-Protais de Chérac
L'église Saint-Gervais-et-Saint-Protais est une église catholique située à Chérac, en France.

## Localisation
L'église est située dans le département français de la Charente-Maritime, dans la commune de Chérac.

## Historique
L'édifice d'origine date du XIIe siècle, mais l'église porte des traces nombreuses de constructions ou de reconstructions qui ont conservé son plan.

## Description
L'église compte une nef de trois travées, un transept avec des chapelles latérales et absidioles et un clocher, un chœur. Trois contreforts ont été ajoutés au XVe siècle. Le portail comporte quatre voussures en arc brisé moulurées, retombant de chaque côté sur autant de colonnettes avec chapiteaux à feuillages. Les tailloirs sont également revêtus d'ornements sculptés. Le porche moderne est en partie supporté par des corbeaux anciens. Le clocher est à un étage roman à arcatures retombant alternativement sur colonnettes et sur pilastres, son étage supérieur semblant être postérieur.

## Galerie de photos

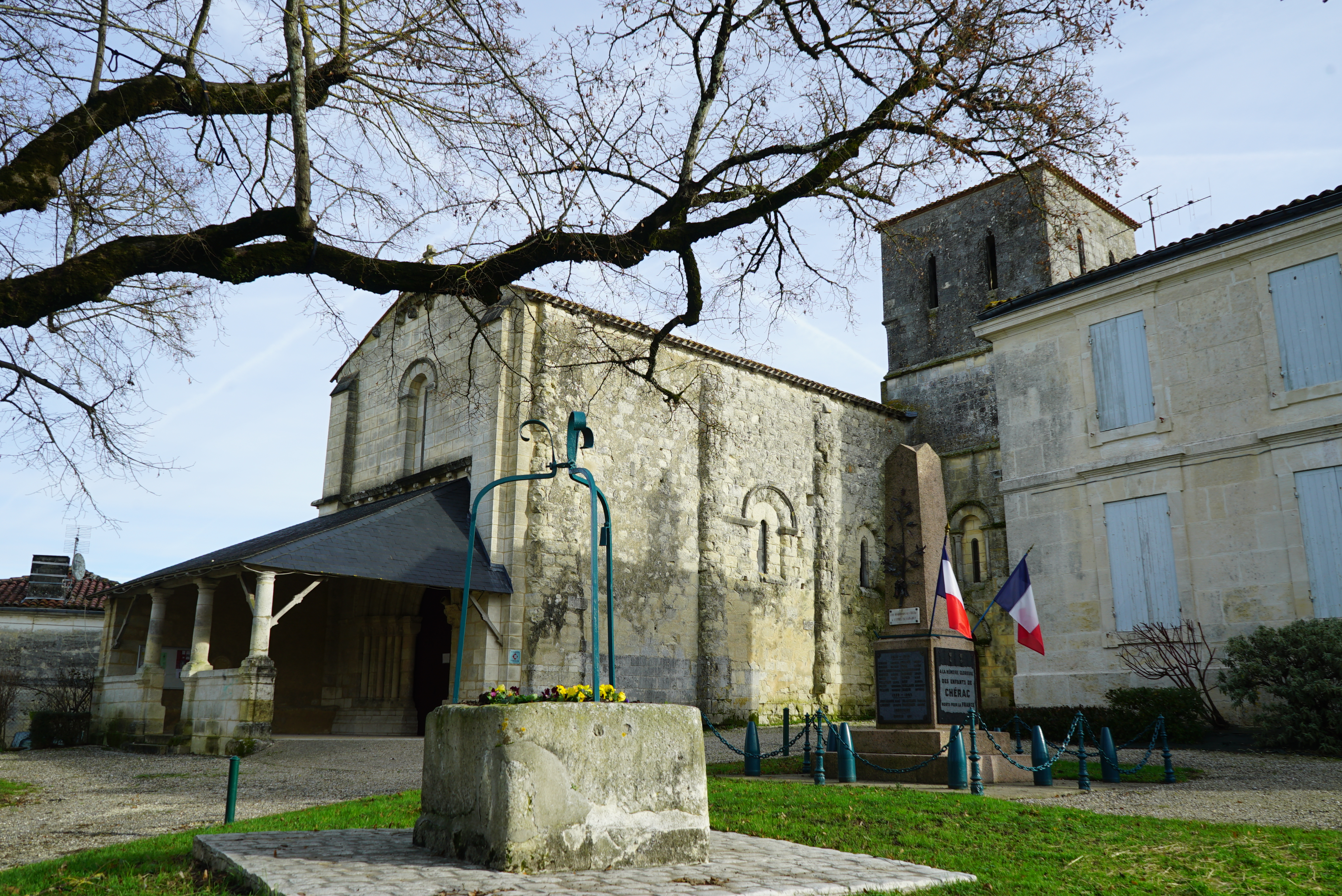
Façades sud et ouest
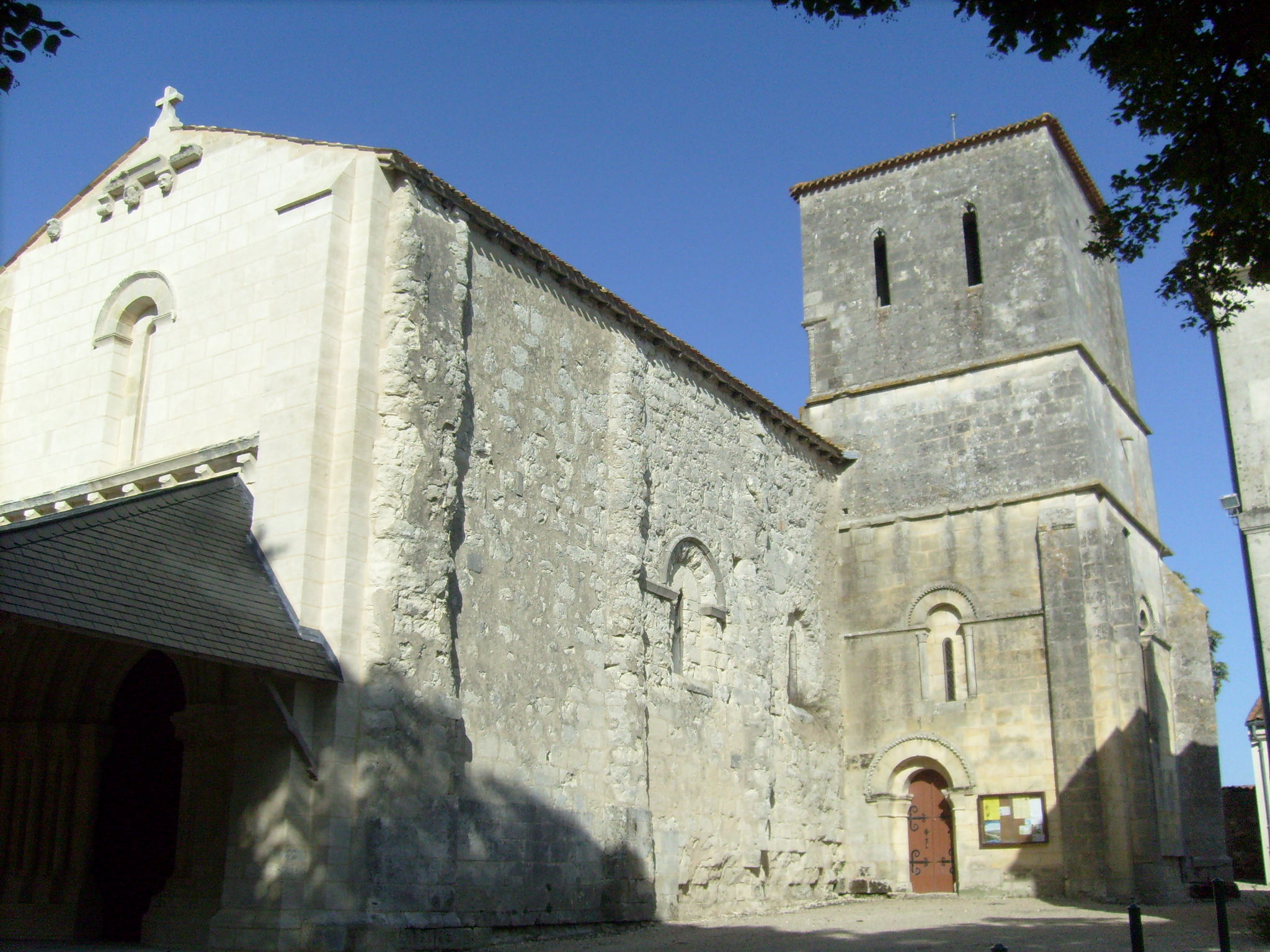
Le clocher..

## Protection
L'église Saint-Gervais-et-Saint-Protais de Chérac est inscrit au titre des monuments historiques en 1925.